# Archives départementales de la Meuse
Les archives départementales de la Meuse sont un service du conseil départemental de la Meuse situé à Bar-le-Duc.

## Histoire

### Création
Jusqu’à la Révolution, il n’y a pas de centralisation d’archives. À Bar-le-Duc, le plus gros dépôt est celui de la Chambre des comptes. Très tôt durant la période révolutionnaire se pose la question de la conservation et du regroupement des papiers publics dans chaque département.
La création des archives départementales de la Meuse est actée le 5 Brumaire de l’an V (26 octobre 1796), date à laquelle « les administrations centrales du département feront rassembler dans le chef-lieu du département tous les titres et papiers dépendant des dépôts appartenant à la République ». Sont rassemblés les documents concernant les institutions supprimées de l’Ancien Régime (cour de justice, chambre des comptes), des établissements religieux supprimés ou fermés, ou encore les archives saisies comme biens nationaux.

### Évolution des bâtiments
Les bâtiments ont suivi l’évolution des équipements, des activités et des conditions de conservation, l'accroissement des collections.
Lors de la création des départements en 1790, les documents doivent être conservés dans les huit chefs-lieux de district (Bar-le-Duc, Clermont-en-Argonne, Commercy, Étain, Gondrecourt-le-Château, Saint-Mihiel, Stenay, Verdun). Dès 1796 (loi du 5 brumaire de l’an 5, soit 26 octobre 1796), le chef-lieu du département doit conserver les archives du territoire, c'est le début des archives départementales. Les fonds administratifs de l’Ancien Régime et les archives des nouvelles institutions sont rassemblés dans la Chambre des comptes du barrois (actuel musée Barrois). Puis les archives déménagent dans les greniers de l’ancien couvent des Antonins, rue du Bourg. 
Les conditions de conservation s’aggravent, particulièrement sous l’occupation prussienne de 1815-1818. Un régiment est installé dans le bâtiment, obligeant à un déménagement précipité vers trois nouveaux locaux. Les archives sont rétablies en 1820 et de nouveaux réaménagements sont mis en place. 
En 1857, un nouveau déménagement s’impose face à l’accroissement considérable des archives. Une maison est achetée au 40 rue du Bourg. Par la suite, l’établissement accroit sa capacité de conservation grâce à l’achat de deux maisons attenantes en 1882.
Un nouveau déménagement s’opère en 1913. Dès le début du XXe siècle, le directeur Paul d’Arbois de Jubainville est alerté par les problèmes de bâtiments : disposition inadéquate, délabrements, mauvaises conditions de conservation, multitude de salles petites basses et sombres. Le choix est pris de détruire entièrement les anciens espaces. La nouvelle construction est la première spécialement dédiée aux archives, elle est réalisée par l’architecte Edmond Royer et dispose de 7 km linéaires de stockage. Un bâtiment moderne pour l’époque avec l’éclairage électrique et de grandes baies vitrées. 

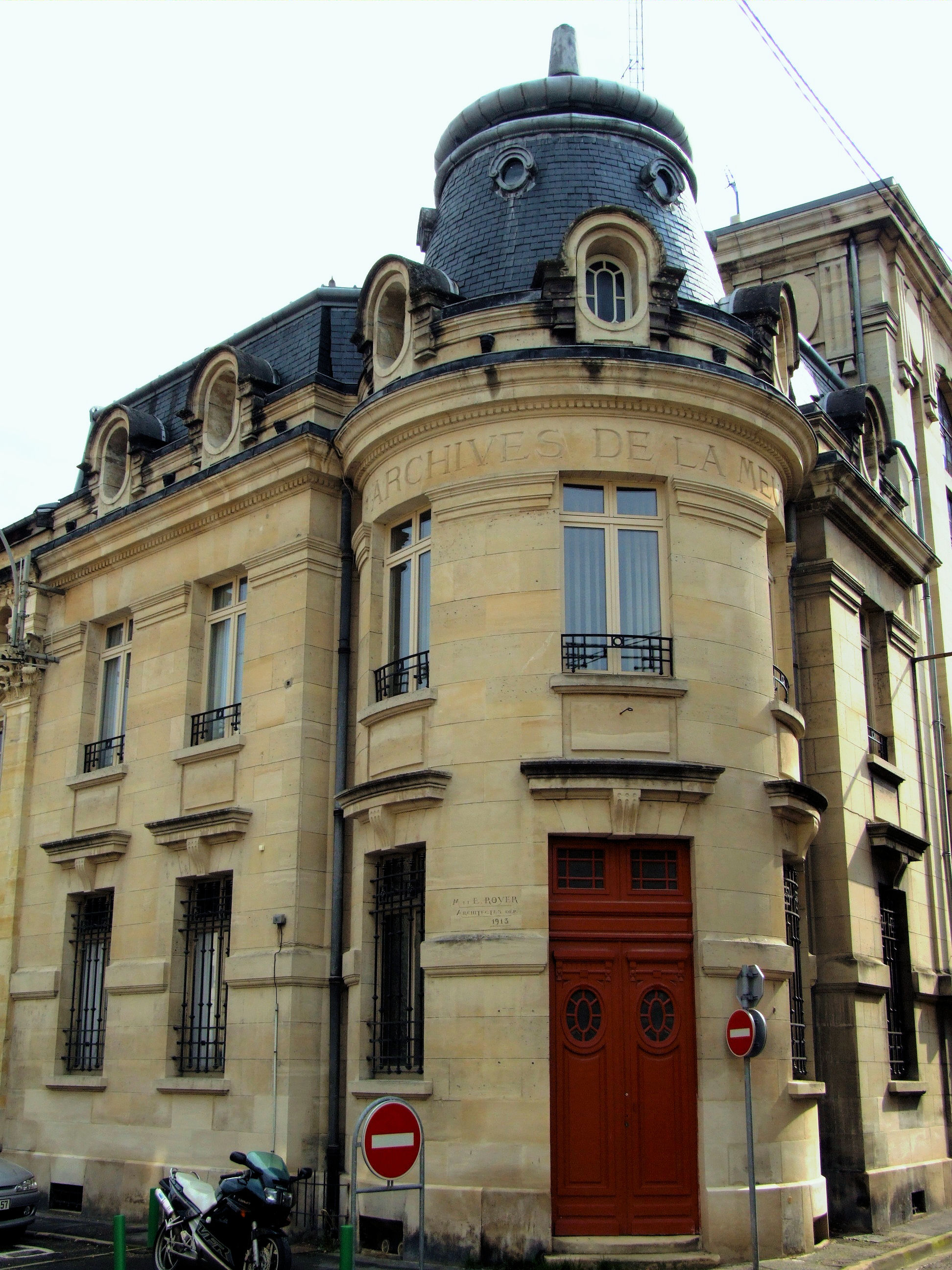
44 rue du Bourg.
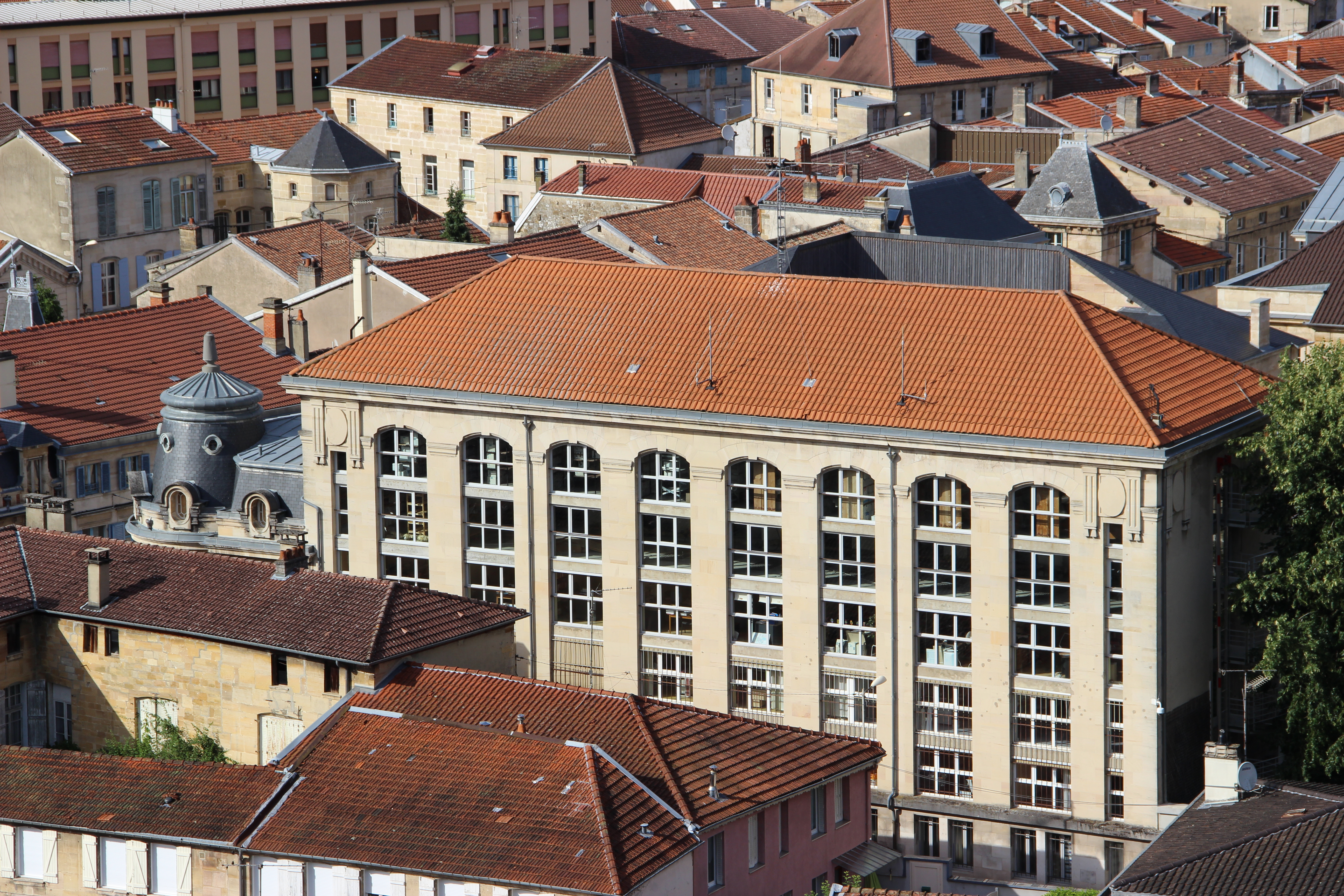
Rues Bourg / Petit-Bourg.
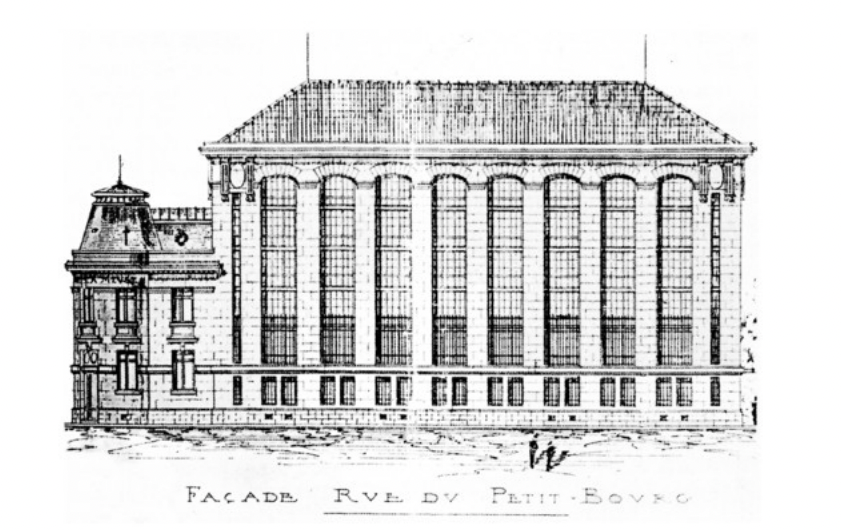
Façade, 1913.

Durant la Première Guerre mondiale, les archives sont relativement épargnées par les bombardements de 1916. Des mesures d’évacuation sont prises pour conserver temporairement les documents loin du front, dont Bordeaux. Durant la Seconde Guerre mondiale, de nouvelles mesures sont prises pour conserver les archives, alors transportées vers la Charente-Maritime au château de la Roche-Courbon. À la fin de la guerre, comme en 1918, des travaux de reconstitution des fonds sont nécessaires ainsi qu’une restauration des archives endommagées. 
En 1968, les archives sont regroupées dans un nouveau bâtiment rue Monseigneur-Aimond, d’une capacité de conservation d’environ 16 km linéaires. Dans les années 1980, le bâtiment montre ses limites : la salle de lecture publique est exigüe et des besoins techniques se font ressentir. Le bâtiment commence également à saturer et les versements des administrations sont réduits avant d’être stoppés en 2004. De nouveaux bâtiments sont construits en 2006-2011, au 26 rue d’Aulnois.

## Directeurs

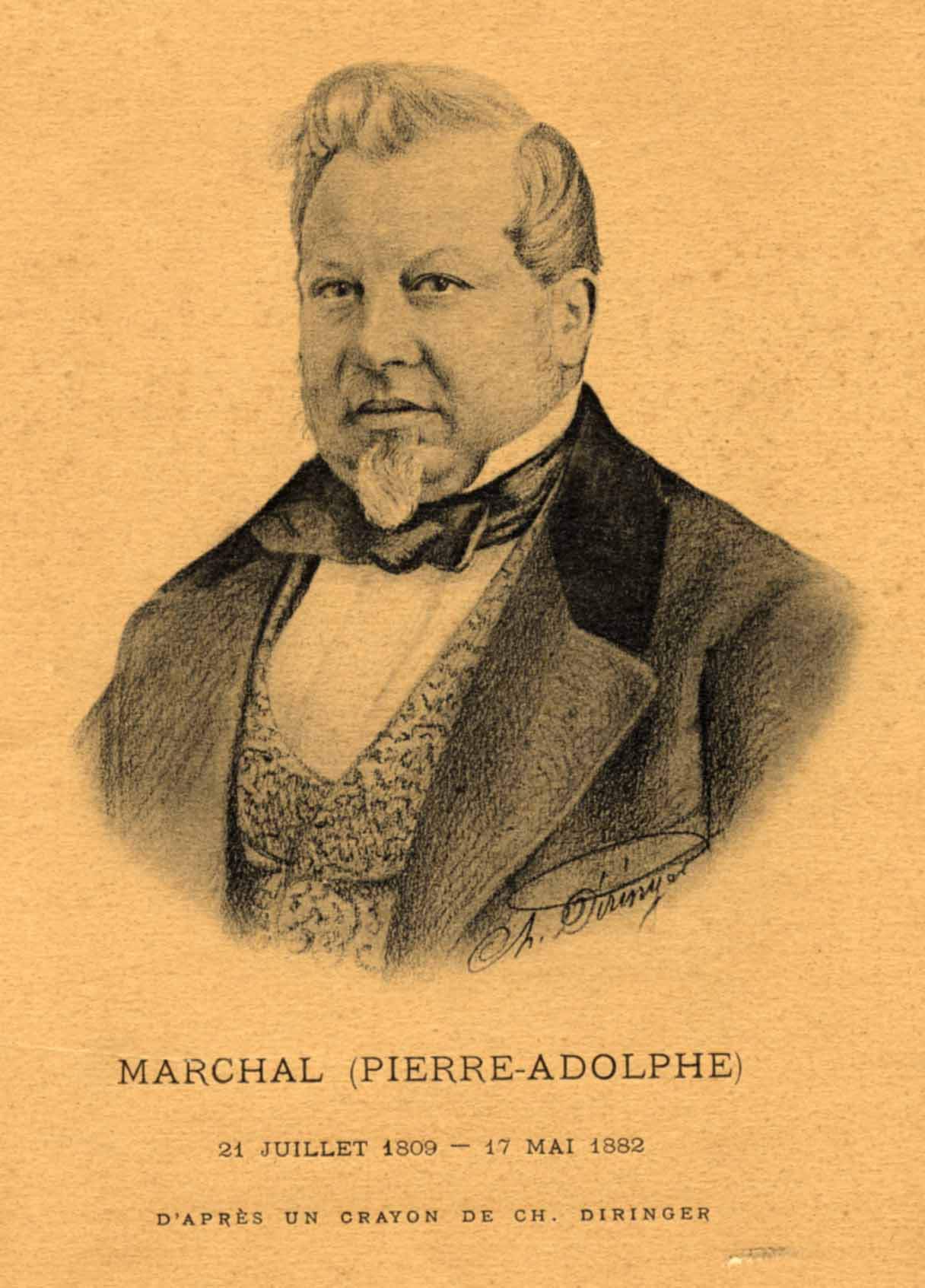
Pierre-Adolphe Marchal, premier directeur des archives départementales de la Meuse.

Les directeurs jusqu’en 1968 sont présentés dans le Guide des Archives de la Meuse. Ceux marqués (*) ont été en poste moins d’une année.
- Pierre Adolphe Marchal (1836-1882)
- Alfred Jacob (1882-1900)
- Georges Besnier (1900)*
- André Lesort (1900-1905)
- Paul d’Arbois de Jubainville (1905-1919)
- Louis Daville (1919-1920)*
- Henri L’Huillier (1920-1921)
- Maurice Rousset (1922-1931)
- Pierre d’Herbecourt (1932[7]-1937)
- Henri-François Buffet (1938-1941)
- Michel Le Pesant (suppléant février-mars 1939)*
- Jean Rigault (1941-1945)
- Noël Becquart (1945-1949)
- Bernard Savouret (1949-1950)*
- Jean Colnat (1950-1958)
- Jean Courtieu (1958-1959)
- Gérard Naud (1959-1963)
- Georges Weill (1963-1968)
- Bernard Lemée (1968-1979)
- Gérard Mauduech (1979-1991)
- Jacques Mourier (1991-1996)
- Pascale Verdier (1996-2003)
- Lydiane Gueit-Montchal (2003-2011)
- Gérard Diwo (2012-2020)
- Alix Charpentier (2020- )

## Fonds numérisés
Les fonds numérisés des archives départementales de la Meuse se composent notamment de registres paroissiaux et d'état civil (de 1550 à 1922), de listes nominatives de recensement (de 1802 à 1931), de plans du cadastre napoléonien, de registres matricules d'incorporation militaire, de presse ancienne, de monographies communales, de sceaux médiévaux, d’ouvrages de bibliothèques, de manuscrits de Saint-Mihiel ou bien encore de fonds numérisés de la grande collecte 14-18 (archives familiales liées à la grande guerre collectées en 2014-2018).

## Archives notables
Le document le plus ancien conservé est un parchemin daté du 20 juillet 944. L’évêque de Toul, Gauzelin, y relate la destruction de la chapelle de Maizerais, indûment construite sur le territoire d'Essey.
Procès-verbal de l’arrestation du roi Louis XVI à Varennes daté du 23 juin 1791.

## Pour approfondir